# Goldene Ohrringe
Goldene Ohrringe ist ein 1946 entstandenes US-amerikanisches Filmdrama von Mitchell Leisen mit Marlene Dietrich und Ray Milland in den Hauptrollen. Die Geschichte basiert auf dem gleichnamigen Roman (1946) von Yolanda Foldes.

## Handlung
Großbritannien im Herbst 1946, kurz nach Ende des Zweiten Weltkriegs. In einem Londoner Club erhält der britische Major General Ralph Denistoun eine Botschaft, der ein Paar goldene Ohrringe beigefügt wurde. Er nimmt das nächste Flugzeug und erzählt während des Fluges dem Kriegskorrespondenten Quentin Reynolds, der seine durchstochenen Ohren bemerkt hatte, seine Geschichte.
Die beginnt vor sechs Jahren, als England 1939 Deutschland den Krieg erklärt hatte. Denistoun, damals Colonel, und der junge Offizier Richard Byrd sind Abgesandte einer geheimen Operation ihres Landes und werden in Deutschland von ein paar Nazi-Agenten unter der Führung des Gestapo-Mannes Hoff in einem Bauernhaus gefangen gehalten. Diese wollen von ihren Gefangenen eine von dem deutschen Professor Krosigk entwickelte Formel für ein neuartiges Giftgas bekommen. Denistoun und Byrd gelingt es ihre Bewacher zu überwältigen. Sie ziehen sich deren deutsche Uniformen an, um in dieser Kluft bei ihrer Flucht nicht weiter aufzufallen, und trennen sich unterwegs. Jeder soll auf eigene Faust versuchen, besagten Professor aufzuspüren, damit dieser nicht in die Hände des Feindes geraten kann. Byrd und Denistoun vereinbaren nach ihrer (hoffentlich erfolgreichen) Mission einen bestimmten Treffpunkt bei Freiburg, wo Krosigk lebt. 
Als Ralph im Wald seine deutsche Uniform vergraben will, hört er eine Zigeunerin singen. Sie ist gerade dabei, einen Fisch zuzubereiten. Die stark geschminkte und behängte Frau heißt Lydia und lebt allein. Da sich Lydia im Schwarzwald gut auskennt und von Schleichpfaden weiß, auf denen man sich von den Verfolgern Denistouns weitgehend unbemerkt fortbewegen kann, sieht der britischen Agenten-Colonel eine gute Chance, seine Reise fortzusetzen, um Professor Krosigk aufzuspüren. Lydia, die sofort Interesse an dem Engländer zeigt, hilft diesem, indem sie erst einmal alles stocksteif Englische aus seiner Erscheinung entfernt und ihn komplett zum Südländer bzw. Zigeuner umstylt. Sie färbt Ralphs Gesicht mit einer dunklen Beize, durchsticht seine Ohren und verpasst ihm ein Paar glitzernde goldfarbene Ohrringe sowie eine bunte Jacke, wie die Männer sie üblicherweise in Lydias Sippe tragen. Auch bringt sie Ralph Dinge bei, die man in ihrem sozialen Umfeld können sollte: etwa die Zukunft zu lesen. An Lydias Seite schließt sich Colonel Denistoun ihrer Sippe an.
Nun hat der Engländer die perfekte Tarnung. Dafür treten andere Probleme auf: Zoltan, der Anführer des Zigeunerclans, fordert Ralph zum Zweikampf heraus. Lydia verlangt nämlich, dass sich der Engländer vor ihren Sippenangehörigen bewährt. Außerdem gehört Zoltan die Jacke, die Ralph trägt. Lydia, Denistoun und die anderen lagern in der Nähe desjenigen Wegweisers, an dem sich Ralph mit dem Kollegen Byrd verabredet hatte. Da die wichtigste Verbindungsstraße nach Freiburg unter Kontrolle der Deutschen steht, ist es derzeit unmöglich, sich in der badischen Stadt mit Professor Krosigk zu treffen. Bald trifft Byrd in ulkiger alpiner Kleidung – er trägt Knickerbockers und einen Tirolerhut – an der verabredeten Stelle am Wegweiser ein. Er erkennt Denistoun nicht sofort, da dieser wiederum in seiner Kostümierung auftaucht. Als eine Formation von Hitlerjungen des Weges entlang marschieren, reagiert „Zigeuner“ Denistoun schnell und gibt vor, Byrds Zukunft aus dessen Hand zu lesen. Ralph meint zu seinem Schrecken, in den Handlinien des Landsmannes dessen nahen Tod herauslesen zu können. Dann trennen sich die beiden Engländer wieder. Byrd will noch einmal versuchen, Professor Krosigk zu treffen. 
Lydia sagt Denistoun, dass er jetzt nichts mehr für seinen Kumpan tun könne, denn „Verhängnis regiert das Schicksal des Mannes“. Tatsächlich stirbt Byrd einen gewaltsamen Tod, er wird ermordet. Ehe er das Lebenslicht aushaucht, kann Byrd Denistoun, der wiederum die Mörder Byrds erschießt, klarmachen, dass er nicht in den Besitz der Giftgasformel gelangen konnte. Nun liegt es an Denistoun, das Seine zu versuchen. Er kann tatsächlich Professor Krosigk aufspüren, doch dieser erweist sich als misstrauisch gegenüber dem Briten. Da er Kontakt mit dem Feind hatte, wird der Wissenschaftler bald darauf von der Gestapo verhaftet. Noch ehe er hinter Zuchthausmauern verschwindet, übergibt Krosigk Denistoun einen Fünf-Mark-Schein, auf welchem die Geheimformel steht. Mit Lydias Hilfe erreicht der Briten-Colonel den Rhein, um von dort nach Frankreich zu entkommen. Bei beider Abschied verspricht Ralph, der ihr die von ihm getragenen goldenen Ohrringe zurückgibt, nach dem Krieg zu Lydia zurückzukehren. 
Dies ist nun sechs Jahre her. Denistoun erklärt Kriegskorrespondent Reynolds, dass er jetzt auf dem Wege nach Deutschland sei, um sein Versprechen von damals einzulösen. Ralph Denistoun besteigt denselben Berg, an dem er sich damals von Lydia getrennt hatte. Dort wartet sie bereits auf ihn. Zusammen fahren sie im Zigeuner-Planwagen fort.

## Produktionsnotizen
Goldene Ohrringe wurde zwischen Anfang August und Mitte Oktober 1946 abgedreht. Der Film wurde am 27. August 1947 uraufgeführt. In Deutschland lief der Film nicht in den Kinos. Die Fernsehpremiere war am 6. Juli 1993 auf West 3. Hier lief Goldene Ohrringe als Original mit Untertiteln.
Hans Dreier und John Meehan schufen die Filmbauten, Sam Comer die Ausstattung. Gordon Jennings und Farciot Edouart schufen die visuellen Spezialeffekte. Wally Westmore zeichnete für das heftige Makeup Marlene Dietrichs verantwortlich. Murvyn Vye als Sippenchef Zoltan gab hier sein Filmdebüt.
Die „Schwarzwald“-Szenen entstanden vor dem eigentlichen Drehbeginn im Juli 1946 in den Wäldern bei Portland und Bend (Oregon).

## Kritiken
Die Kritiken reagierten auf diese „filmische Räuberpistole“ nahezu durchgehend mit Ablehnung oder doch zumindest mit starker Verwunderung darüber, wie sich Marlene Dietrich eine derart hanebüchene Geschichte antun konnte. Nachfolgend mehrere Beispiele:
Bosley Crowther schrieb in der New York Times: „Die märchenhaften Beine der Marlene Dietrich und den bemerkenswerten Charme dieser Dame, die wir zum letzten Mal vor drei Jahren in “Kismet” sahen, kann man in dem Paramount-Film „Golden Earrings“ (…) unter Bärenfett und einem Haufen Zigeunerlumpen gerade noch erkennen. Ein seltsam selbstmörderischer Impuls hat das Studio offenbar dazu getrieben, die positiven Eigenschaften von Miss Dietrich in diesem Film um jeden Preis verbergen zu wollen und sie in eine schmutzige Vogelscheuche zu verwandeln, auf die das Publikum kaum neugierig sein dürfte. (…) Und offen gesagt, Miss Dietrich ist hier das Opfer fahrlässiger Sabotage geworden, da man sie in eine Rolle drängt, die ihre eigentlichen Vorzüge so wenig zur Geltung kommen lässt wie eine Großmutterrolle. Es ist weder reizvoll noch hat es etwas mit Kunst zu tun, mitansehen zu müssen, wie die Dietrich, Prototyp graziler Eleganz, mit einer öligen dunklen Salbe beschmiert in schmutzigen Lumpen herumhüpft.“

„“Golden Earrings” ist kein Kunstfilm der Superklasse, aber als Unterhaltungsfilm nimmt man ihn nicht allzu ernst, ein gelungener Spaß. Melodramatische Spionagefilme aus der Kriegszeit sind zwar inzwischen etwas aus der Mode gekommen, aber man hat genug aufregende Zwischenfälle und liebenswürdige Albernheiten in die übliche Story eingebaut, dass sie hinreichend amüsant verläuft. (…) “La Dietrich” überbrückt langweilige Momente, indem sie auf der Zither klimpert und mit ihrer tiefen Altstimme (oder ist es ein Bass?) sehnsüchtig singt, was bei einem kinoerprobten Publikum im Paramount-Kino teils unfreiwilliges Gelächter, teils (bei den empfänglicheren Leuten) wehmütige Seufzer provoziert.“

Der Movie & Video Guide schrieb: „Unglaubwürdiger wenngleich noch immer unterhaltsamer Eskapismus.“
Halliwell‘s Film Guide nannte den Film „eine der dümmsten Geschichten aller Zeiten.“
Im Lexikon des Internationalen Films war zu lesen: „In Rückblenden erzähltes, in seiner Unwahrscheinlichkeit schon lächerliches Kriegsabenteuer. Marlene Dietrich verbirgt sich unter schmuddeligen Kostümen und dick aufgetragenem Make-Up.“